# クリストフ・エレル
クリストフ・エレル（Christophe Hérelle、1992年8月22日 - ）は、フランス・ニース出身のサッカー選手。ポジションはDF。

## 経歴
2016年夏にトロワACに加入した。2016-17シーズンのリーグ・ドゥでトロワは3位に入った。FCロリアンとのリーグ・アン昇降格プレーオフに出場し、トロワのリーグ・アン昇格に貢献した。
2017年8月5日、トロワがリーグ・ドゥに降格したためOGCニースに移籍した。
2020年8月11日、スタッド・ブレスト29に4年契約で移籍した。